# Мулова черепаха Ґеррери
Мулова черепаха Ґеррери (Kinosternon herrerai) — вид черепах з роду Американські мулові черепахи родини Мулові черепахи. Інша назва «веракруська черепаха». Отримала назву на честь мексиканського біолога Альфонсо Луїса Ґеррери.

## Опис
Загальна довжина карапаксу досягає 17—17,2 см. Спостерігається статевий диморфізм: самці більші за самиць, перші з довгими товстими хвостами. У самиць більший пластрон. Голова середнього розміру, доволі широка. На підборідді є 2 вусика. Карапакс куполоподібний. У дорослих 1 серединний кіль, у молодих черепах присутні ще й 2 бічних. Пластрон вузький, менше за розміром, ніж карапакс. На кінці хвоста шип.
Шкіра голови сірувато—коричнева з темними плямами, щелепи кремового кольору. Забарвлення карапакса коливається від оливкового до коричневого з темною облямівкою щитків. Пластрон й перетинка жовтувато—коричневі. Кінцівки сірувато—коричневі з темними плямами.

## Спосіб життя
Полюбляє сезонні водойми. Зустрічається на висоті до 800–1150 м над рівнем моря. Активна як вдень, так і вночі. Харчується жуками, мурашками, дикими фігами, багатоніжками, деякими іншими безхребетними.
Самці починають залицятися за самицями під водою близько ґрунту. Самець хапається за карапакс самиці всіма 4-ма лапами і починає спаровування, допомагаючи собі шипом на кінчику хвоста. Процес триває 5 хвилин. Самиця відкладає 2—4 яйця з тендітною шкаралупою розміром 35×18 мм. За сезон буває 2 кладки.

## Розповсюдження
Мешкає у центральній та східній Мексиці: від штату Тамауліпас на південь до півночі Веракруса, Сан-Луїс-Потосі, Ідальго і Пуебла.